# Costa Coffee

Costa Coffee — британська мережа кав’ярень, є дочірньою компанією The Coca-Cola. Штаб-квартира працює в Данстебі, Англія.
Компанія Costa Coffee була заснована в Лондоні в 1971 році двома братами Бруно та Серхіо Коста як гуртова компанія, що постачала смажену каву громадським організаціям та спеціалізованим італійським кав’ярням. Придбана компанією Whitbread у 1995 році, вона була продана у 2019 році The Coca-Cola Company за угодою вартістю 3,9 млрд фунтів, мережа виросла до 3,401 магазину в 31 країні та налічує 18 412 співробітників. 
У компанії є 2121 ресторан у Великій Британії, понад 6000 торгових закладів Costa Express та ще 1280 торгових точок за кордоном (460 в Китаї).
Компанія Coca-Cola заявила про намір придбати Costa Limited у материнської компанії Whitbread PLC за 5,1 млрд доларів. Угода, яка завершилась 3 січня 2019 року, надає гігантові Coca-Cola потужну кавову платформу по частинах Європи, Азії, Тихого океану, Близького Сходу та Африки. Це друга за величиною мережа кав’ярень у світі та найбільша у Великій Британії.

## Історія
Брати Бруно та Серхіо Коста заснували в 1971 році кафе в м. Ламбет, Лондон, поставляючи місцеве харчування. 
Сім'я переїхала до Англії з Парми, Італія, у 1960-х. Коста розпочали продаж кави у 1978 році, коли в Лондоні, відкрився перший магазин.
У 1985 році Серхіо викупив частину компанії Бруно. Бруно розпочав створення компанії посуду. До 1995 року мережа мала 41 магазин у Великій Британії, її придбала компанія Whitbread, найбільший у Великій Британії оператор готелів та кав’ярень, яка стала дочірньою компанією. У 2009 році Коста відкрив свій 1000-й магазин у Кардіффі. У грудні 2009 року Costa Coffee погодилася придбати польську мережу Coffeeheaven за 36 мільйонів фунтів, додавши 79 магазинів у центральній та східній Європі.
У 2018 році Whitbread зіткнулася з тиском двох найбільших акціонерів, групи активістів Elliott Advisers та хедж-фонду Sachem Head. 25 квітня 2018 року Whitbread заявив про намір повністю знищити Косту протягом двох років. Згодом Coca-Cola оголосила про угоду на придбання мережі. 3 січня 2019 року компанія Coca-Cola завершила придбання Costa Coffee за $ 4,9 млрд у компанії Whitbread.
20 листопада 2019 року Costa Coffee оголосила, що Домінік Пол відмовився від посади генерального директора компанії, отримала її  Джилл Макдональд.
У березні 2020 року всі кав’ярні Великої Британії були змушені закритись на невизначений термін через загальнодержавні правила карантину, запроваджені урядом для обмеження поширення COVID-19. В кінці травня декілька відділень, були відкриті лише для доставок, відкрилися багато інших філій для замовлень з Drive-through.

## Продукція
Коста продає:

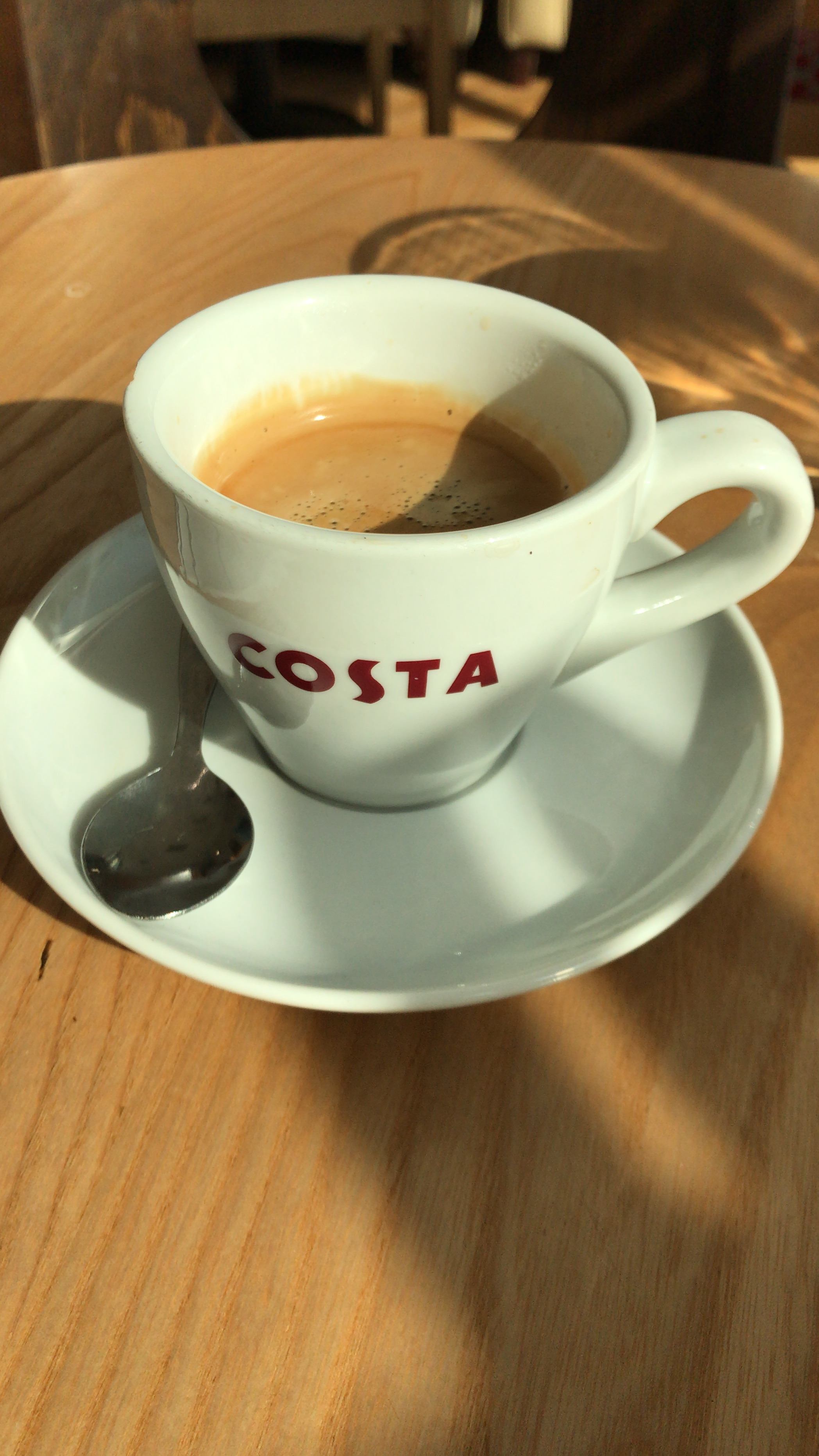
Еспресо, у лікарні королеви Єлизавети,Бірмінгем.

- Гарячі напої - кава, чай та гарячий шоколад.
- Холодні напої - включаючи Frostino та охолоджений сік.
- Закуски - включаючи сендвічі та страви сніданку.
- Торти та тістечка - включаючи печиво, тістечка та круасани.
- Чашки для багаторазового використання - включаючи чашки для прайду з обмеженим тиражем.[16]

У травні 2017 року Costa Coffee перемістила виробництво з Ламбета до Базілдона, Ессекс, інвестуючи 38 мільйонів фунтів, збільшуючи потужність обсмажування з 11 000 до 45 000 тонн кавових зерен на рік.
Компанія Costa Coffee використовує Геннаро Пелліція як дегустатора кави, який у 2009 році застрахував язик на 10 мільйонів фунтів.

## Операції

### Місцеположення

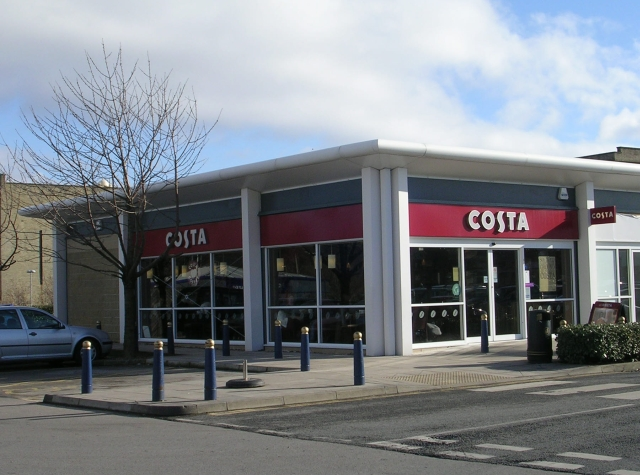
Магазин Costa Coffee в парку Forster Square, Бредфорд

Costa Coffee має 2467 торгових точок у Великій Британії станом на жовтень 2019 року. За кордоном функціонує 1413 магазинів у 32 країнах. Перший магазин Costa за межами Великої Британії відкрився в ОАЕ в 1999 році, а у вересні 2017 року була першою у світі кав’ярнею, яка почала доставляти каву клієнтам за допомогою дронів, засмагаючим на пляжах Дубая.

### Costa Express
Після придбання Whitbread на суму 59,5 мільйонів фунтів стерлінгів кавових автоматів "Coffee Nation", вони були ребрендовані як Costa Express. У Данії автомати Costa Express розташовані на станціях Shell. Ці ж автомати Costa Express раніше були доступні в на Shell в Канаді, але згодом їх було прибрано. У Великій Британії мережа продуктових магазинів SPAR стала головним оператором магазинів автозаправних станцій, у більшості з яких встановлені автомати Costa Express.

### Заклади у світі
Станом на вересень 2018 року Costa Coffee був доступний на 3 континентах у 32 країнах та мав 3882 заклади.
| Країна                            | Кількість закладів |
| --------------------------------- | ------------------ |
| Сполучене Королівство (#1 Європа) | 2,467              |
| Польща (#2 Європа)                | 147                |
| Ірландія (#3 Європа)              | 114                |
| Чехія (#4 Європа)                 | 45                 |
| Росія (#5 Європа)                 | 35                 |
| Угорщина (#6 Європа)              | 28                 |
| Іспанія (#7 Європа)               | 25                 |
| Болгарія (#8 Європа)              | 21                 |
| Казахстан (#11 Азія)              | 12                 |
| Латвія (#9 Європа)                | 11                 |
| Мальта (#9 Європа)                | 11                 |
| Франція (#11 Європа)              | 8                  |
| Португалія (#12 Європа)           | 5                  |
| Словаччина (#13 Європа)           | 2                  |
| Німеччина (#14 Європа)            | 1                  |
| Китай (#1 Азія)                   | 459                |
| ОАЕ (#2 Азія)                     | 150                |
| Індія (#3 Азія)                   | 57                 |
| Саудівська Аравія (#4 Азія)       | 56                 |
| Кувейт (#5 Азія)                  | 51                 |
| Катар (#6 Азія)                   | 30                 |
| Кіпр (#7 Азія)                    | 24                 |
| Бахрейн (#8 Азія)                 | 23                 |
| Оман (#9 Азія)                    | 22                 |
| Філіппіни (#10 Азія)              | 16                 |
| Камбоджа (#12 Азія)               | 4                  |
| Йорданія (#12 Азія)               | 4                  |
| Індонезія (#14 Азія)              | 1                  |
| Ліван (#14 Азія)                  | 1                  |
| В'єтнам (#14 Азія)                | 1                  |
| Таїланд (#14 Азія)                | 1                  |
| Єгипет (#1 Африка)                | 44                 |
| Марокко (#2 Африка)               | 3                  |

## Скандали
19 серпня 2019 року Costa Coffee привернула увагу ЗМІ через претензії на несправедливі відрахування з оплати праці своїх працівників. У звітах зазначалося, що  з нинішніх та колишніх працівників було вирахувано 200 фунтів стерлінгів із їхньої оплати за навчання, а також додаткових відрахування за недостачу касси та інших витрат.
Намагаючись дистанціюватися від суперечки, Costa заявили, що договорами для франчайзингових магазинів керуються партнери і що в деяких контрактах на персонал були "положення про відрахування".
23 серпня в ЗМІ з'явилися додаткові твердження, що до франчайзингових працівників Costa Coffee "з ними не поводиться людяно". Звіт включав нібито відмову керівників від оплати за хворобу чи щорічну відпустку, роботу поза погодженими робочими годинами та збереження чайових. 
ЗМІ цитували анонімного колишнього співробітника магазину компанії Goldex Essex Investments Ltd, який стверджував, що у них майже 1000 фунтів відпусток відраховували із зарплати, незважаючи на те, що він працював 48 годин на тиждень.
У звіті йшлося про те, що барісти та працівники на управлінському рівні скаржилися на численні відрахування, включені в контрактах Costa Coffee, написаних франчайзинговими партнерами. Колишній керівник говорить, що з неї було вирахувано 150 фунтів стерлінгів, оскільки вона запізнилася на п'ять хвилин, щоб відкрити магазин.
Інші штрафи, указані в контрактах, стосувались зношеної форми, яка була пошкоджена при поверненні роботодавцю, зайвих відходів та інших розбіжностей.
У відповідь на цю статтю представник компанії Costa Coffee заявив, що було проведено незалежний аудит.